# ジョー・ロヴァーノ
ジョー・ロヴァーノ（Joe Lovano、1952年12月29日 - ）は、アメリカのジャズ・サックス奏者、アルト・クラリネット奏者、フルート奏者、ドラマーである。グラミー賞を受賞し、『ダウン・ビート』誌の批評家投票や読者投票でも何度も取り上げられている。ジャズ歌手のジュディ・シルヴァーノと結婚しており、レコーディングと演奏を行っている。ロヴァーノはビル・フリーゼルと共に、ドラマーのポール・モチアンが率いるトリオのメンバーを長年にわたって務めた。

## 略歴

### 生い立ち
ロヴァーノは、アメリカ合衆国オハイオ州クリーブランドで、シチリア系アメリカ人の両親に生まれた。父親はテナー・サックス奏者のトニー（"ビッグT"）ロヴァーノ。父の家族はシチリア島のアルカーラ・リ・フージから来ており、母親の家族は同じくシチリア島のチェザロから来ていた。クリーブランドでは、ロヴァーノの父親が幼い頃からジャズに触れ、ギグをリードする方法、セットのペースを調整する方法、仕事を見つけるのに十分な汎用性を備えた方法を教えた。ロヴァーノは6歳でアルト・サックスを始め、5年後にテナー・サックスに切り替えた。ジョン・コルトレーン、ディジー・ガレスピー、ソニー・スティットが、彼の初期に影響を与えた。1971年にユークリッド高校を卒業した後、バークリー音楽大学に通い、ハーブ・ポメロイとゲイリー・バートンに師事。ロヴァーノは、1998年に大学から名誉音楽博士号を取得した。

### キャリア
バークリー卒業後、彼はジャック・マクダフやロニー・スミスと一緒に働いた。ウディ・ハーマン・オーケストラで3年間過ごした後、ニューヨークに移り、そこでメル・ルイスのビッグバンドと共演した。彼はしばしばホーン・セクション全体のリズミカルなドライブとパンチを伝えるラインを演奏している。

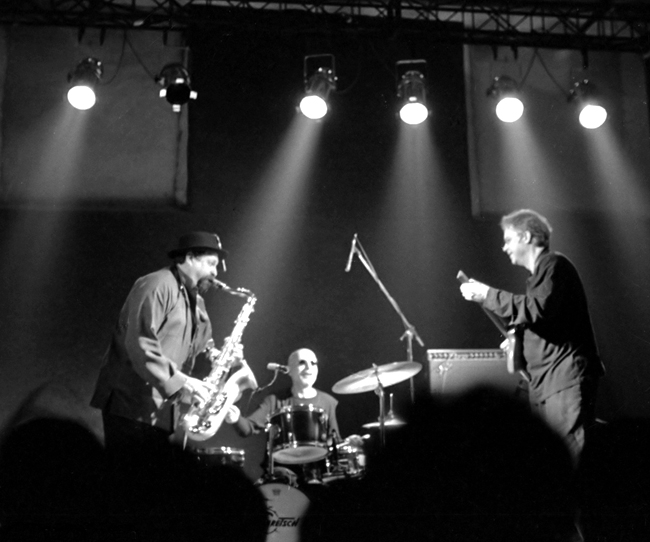
左から、ジョー・ロヴァーノ、ポール・モチアン、ビル・フリゼール

1980年代半ば、ロヴァーノはジョン・スコフィールドとカルテットで、ビル・フリゼールとポール・モチアンとトリオで働き始めた。1993年、地元クリーブランド出身のギタリスト、ビル・デアランゴのアルバム『Anything Went』で演奏した。1990年代後半に、彼はデイヴ・リーブマンとマイケル・ブレッカー（後にラヴィ・コルトレーンに交代）とサキソフォン・サミットを結成した。2000年発表のアルバム『52nd Street Themes』は第43回グラミー賞で最優秀ラージ・ジャズ・アンサンブル・アルバムを受賞し、自身初のグラミー受賞を果たした。
アルバム『クールの誕生組曲 (Streams of Expression)』（2006年）は、クール・ジャズとフリー・ジャズ双方へのトリビュート作であった。ロヴァーノとピアニストのハンク・ジョーンズは、2007年6月に『Kids』というタイトルのアルバムを一緒にリリースした。2007年のマッコイ・タイナーのアルバム『Quartet』では、テナー・サックスを演奏した。
2008年、ロヴァーノは、ベースのエスペランサ・スポルディング、ピアニストのジェームズ・ワイドマン、そして2人のドラマー、フランシスコ・メラとオーティス・ブラウン3世と共に「Us Five」というクインテットを結成した。アルバム『Folk Art』は、1960年代のアヴァンギャルド・ジャズとロフト・ジャズの精神をバンドで解釈することを望んでいたロヴァーノの作品を収録したものだった。アルバム『バード・ソングス』（2011年）は、チャーリー・パーカーへのトリビュートであった。西アフリカのギタリスト、リオーネル・ルエケがアルバム『Cross Culture』（2013年、ブルーノート）に参加。ロヴァーノは1970年代から集めてきたリード楽器や打楽器を演奏した。ピーター・スラホフが6曲でエスペランサ・スポルディングに取って代わった。これらはすべて、ビリー・ストレイホーンによる「Star Crossed Lovers」を除き、ロヴァーノによって書かれたものだった。「このアイデアは……、同時に演奏するというだけでなく、音楽の中で音楽をまとめあげて作品を生み出すことでした」と、ロヴァーノは『Cross Culture』のライナーノーツに書いている。「皆がリードし、フォローしているんです」、そして「ダブル・ドラムによる構成は、創造性に他の要素を追加してくれます」。
ロヴァーノはバークリー音楽大学で教鞭をとっている。彼がジェフ・コフィンを教えたのは、コフィンが1991年にNEAジャズ研究助成金を与えられた後のことだった。
『ダウン・ビート』誌は、ジャズ・アルバム・オブ・ザ・イヤーをアルバム『Lovano for Quartets：Live at the Village Vanguard』に授与した。

## 楽器
ロヴァーノは1991年から、そして1999年から独占的にボガーニのサックスを演奏してきた。彼は、パールシルバーのボディと24Kゴールドのキーを備えたボガーニ＝ロヴァーノと呼ばれる独自のシリーズを持っている。

## ディスコグラフィ

### リーダー・アルバム
- Tones, Shapes & Colors (1985年、Soul Note)
- Hometown Sessions (1986年、JSL)
- Solid Steps (1986年、Jazz Club)
- Village Rhythm (1988年、Soul Note)
- Worlds (1989年、Evidence)
- 『美』 - Landmarks (1990年、Blue Note)
- 『サウンズ・オブ・ジョイ』 - Sounds of Joy (1991年、Enja)
- 『身も心も』 - From the Soul (1991年、Blue Note)
- 『ユニヴァーサル・ランゲージ』 - Universal Language (1992年、Blue Note)
- 『テナー・レガシー』 - Tenor Legacy (1993年、Blue Note)
- 『ヴィレッジ・ヴァンガード・ライヴ』 - Quartets: Live at the Village Vanguard (1994年、Blue Note)
- 『ラッシュ・アワー』 - Rush Hour (1994年、Blue Note)
- 『テン・テイルズ』 - Ten Tales (1994年、Sunnyside) ※with アルド・ロマーノ
- 『セレブレイティング・シナトラ』 - Celebrating Sinatra (1996年、Blue Note)[17]
- 『テナー・タイム』 - Tenor Time (1996年、Somethin' Else)
- 『トリオ・ファッシネイション』 - Trio Fascination: Edition One (1998年、Blue Note)
- 52nd Street Themes (2000年、Blue Note)
- Flights of Fancy: Trio Fascination Edition Two (2001年、Blue Note)
- Viva Caruso (2002年、Blue Note)
- On This Day ... Live at The Vanguard|On This Day ... at the Vanguard (2003年、Blue Note)
- I'm All For You (2004年、Blue Note)
- 『ジョイアス・エンカウンター』 - Joyous Encounter (2005年、Blue Note)
- 『クールの誕生組曲』 - Streams of Expression (2006年、Blue Note)
- 『シンフォニカ』 - Symphonica (2008年、Blue Note)
- Folk Art (2009年、Blue Note) ※Us Five名義
- 『バード・ソングス』 - Bird Songs (2011年、Blue Note) ※Us Five名義
- Cross Culture (2013年、Blue Note) ※Us Five名義
- Classic! Live at Newport (2016年、Blue Note) ※feat. Hank Jones, George Mraz & Lewis Nash
- Trio Tapestry (2019年、ECM) ※with Marilyn Crispell & Carmen Castaldi
- Garden of Expression (2021年、ECM) with Marilyn Crispell & Carmen Castaldi

### 共同リーダー・アルバム
With デイヴ・ダグラス
- Sound Prints (2015年、Blue Note)
- 『スキャンダル』 - Scandal (2018年、Greenleaf Music)
- 『アザー・ワールズ』 - Other Worlds (2021年、Greenleaf Music)

With ジェイムズ・エメリー、ジュディ・シルヴァーノ、ドリュー・グレス
- Fourth World (2001年、Between the Lines)

With ジム・ホール、ジョージ・ムラーツ、ルイス・ナッシュ
- Grand Slam: Live at the Regatta Bar (2000年、Telarc)

With ハンク・ジョーンズ
- Kids: Live at Dizzy's Club Coca-Cola (2007年、Blue Note)

With ベンジャミン・コッペル
- The Mezzo Sax Encounter (2016年、Cowbell)

With グレッグ・オズビー
- Friendly Fire (1999年、Blue Note)

With ゴンサロ・ルバルカバ
- 『フライング・カラーズ』 - Flying Colors (1998年、Blue Note)

With サキソフォン・サミット (マイケル・ブレッカー、デイヴ・リーブマン)
- 『ギャザリング・オブ・スピリッツ』 - Gathering of Spirits (2004年、Telarc)
- Seraphic Light (2008年、Telarc)
- Visitation (2014年、ArtistShare)
- 『ストリート・トーク』 - Street Talk (2019年、Enja)

With スコ・ロ・ホ・フォ (ジョン・スコフィールド、デイヴ・ホランド、アル・フォスター)
- 『oh!』 - Oh! (2002年、Blue Note)

With エンリコ・ラヴァ
- Roma (2019年、ECM)

With マルチン・ボシレフスキ・トリオ
- Arctic Riff (2020年、ECM)
- Omage (2025年、ECM)

### 参加アルバム
ポール・モチアン
- 『プサルム』 - Psalm (1982年、ECM)
- The Story of Maryam (1984年、Soul Note)
- Jack of Clubs (1985年、Soul Note)
- 『ア・ロング・タイム・アゴー』 - It Should've Happened a Long Time Ago (1985年、ECM)
- Misterioso (1986年、Soul Note) ※with Ed Schuller and Jim Pepper
- One Time Out (1987年、Soul Note)
- 『モンク・イン・モチアン』 - Monk in Motian (1988年、JMT)
- 『モチアン・オン・ブロードウェイVol.1』 - On Broadway Volume 1 (1989年、JMT)
- 『ビル・エヴァンスに捧ぐ』 - Bill Evans (1990年、JMT)
- 『モチアン・オン・ブロードウェイVol.2』 - On Broadway Volume 2 (1990年、JMT)
- 『ポール・モチアン・イン・トーキョー』 - Motian in Tokyo (1991年、JMT)
- 『オン・ブロードウェイVol.3』 - On Broadway Volume 3 (1993年、JMT)
- 『トリオイズム』 - Trioism (1993年、JMT)
- 『アット・ザ・ヴィレッジ・ヴァンガード』 - At the Village Vanguard (1995年、JMT)
- 『サウンド・オブ・ラヴ』 - Sound of Love (1995年、JMT) ※ライブ
- 『アイ・ハヴ・ザ・ルーム・アバヴ・ハー』 - I Have the Room Above Her (2004年、ECM)
- 『タイム・アンド・タイム・アゲイン』 - Time and Time Again (2006年、ECM)

ジョン・スコフィールド
- 『ギタリストの肖像』 - Time on My Hands (1990年、Blue Note)
- 『心象』 - Meant to Be (1991年、Blue Note)
- 『ホワット・ウィ・ドゥ』 - What We Do (1993年、Blue Note)
- 『パスト・プレゼント』 - Past Present (2015年、Impulse!)

 その他 
- ジョン・アバークロンビー : 『オープン・ランド』 - Open Land (1998年、ECM)
- ジョン・アバークロンビー : Within a Song (2012年、ECM)
- マイケル・ポーシャン : For This Gift (1982年、Gunmar)
- フリオ・ディ・カストリ : Unknown Voyage (1985年、A Témpo)
- レイ・ドラモンド : Excursion (1993年、Arabesque)
- ピーター・アースキン : 『スイート・ソウル』 - Sweet Soul (1991年、Novus/BMG)
- アントニオ・ファラオ : 『エヴァン』 - Evan (2013年、Cristal)
- ソニー・フォーチュン : From Now On (1996年、Blue Note)
- ポール・グラボウスキー : Tales of time and Space (2005年、Sanctuary)
- チャーリー・ヘイデン : The Montreal Tapes: Liberation Music Orchestra (1999年、Verve) ※1989年録音
- トム・ハレル : Sail Away (1989年、Contemporary)
- マーク・ジョンソン : 『シェイズ・オブ・ジェイド』 - Shades of Jade (2005年、ECM)
- マーク・ジョンソン : Swept Away (2012年、ECM)
- スティーヴ・キューン : 『モストリー・コルトレーン』 - Mostly Coltrane (2008年、ECM)
- マサダ・クインテット : Stolas: Book of Angels Volume 12 (2009年、Tzadik)
- クリス・ポッター : Vertigo (1998年、Concord)
- ダン・シルヴァーマン : Silverslide (2007年、Around the Slide)
- ロニー・スミス : 『アフロデシア』 - Afro–desia (1975年、Groove Merchant)
- ロニー・スミス : 『キープ・オン・ラヴィン』 - Keep on Lovin' (1976年、Groove Merchant)
- トミー・スミス : Evolution (2003年、Spartacus)
- ビル・スチュワート : Snide Remarks (1995年、Blue Note)
- ビル・スチュワート : Think Before You Think (1998年、Evidence)
- スティーヴ・スワロウ : 『リアル・ブック』 - Real Book (1993年、Xtra Watt)
- マッコイ・タイナー : Quartet (2007年)
- ロザンナ・ヴィトロ : Reaching for the Moon (1991年、Chase Music Group)
- ロザンナ・ヴィトロ : Tropical Postcards (2004年、A Records)
- 山下洋輔 : 『クルディッシュ・ダンス』 - Kurdish Dance (1993年、Verve)
- 山下洋輔 : 『ダズリング・デイズ』 - Dazzling Days (1993年、Verve)